# René Ponk
René Ponk (* 21. Oktober 1971 in Amsterdam) ist ein ehemaliger niederländischer Fußballspieler. Der Torhüter war zwischen 1994 und 2009 in den Niederlanden und Spanien aktiv.

## Spielerkarriere
Ponk rutschte im Sommer 1994 in den Profikader des Eredivisie-Vertreters FC Utrecht. In seinem ersten Profijahr kam der Torwart auf fünf Einsätze und gab damit sein Debüt in der höchsten niederländischen Spielklasse. Um ihm mehr Spielpraxis geben zu können, entschieden die FCU-Verantwortlichen ihn an den damaligen Absteiger VVV Venlo zu verleihen. Dort setzte sich Ponk durch und wurde Stammtorhüter des Venloer Klubs. Zur Spielzeit 1996/97 kehrte er nach Utrecht zurück. Dort erhielt er mehr Einsatzchancen, wechselte aber nach einem Jahr ins Ausland zu SD Compostela. Bereits in Ponks erstem Jahr beim damaligen Primera-División-Team stieg der Verein als 17. ab. Trotzdem blieb der Torwart für weitere zwei Jahre, ehe er in die Niederlande zurückkehrte. Dort nahm in der FC Dordrecht, damaliger Zweitligist unter Vertrag. Ponk war ein Jahr die Nummer eins zwischen den Pfosten des FCD, wechselte aber erneut. Der FC Utrecht, wo bereits seine Karriere begann, sicherte sich die Dienste des Spielers. Schließlich brach nach seiner Rückkehr zum FCU Ponks erfolgreichste Zeit als Profifußballer an. Zwischen 2002 und 2004 erreichte das Team dreimal in Folge das Finale des KNVB-Pokals und konnte den Cup 2003 und 2004 gewinnen. In seiner letzten Saison für Utrecht, wählten ihn die Fans auf Platz drei des FCU-Spieler des Jahres. Im Sommer wurde er schließlich von dem jungen Michel Vorm ersetzte, der im Vorjahr an den FC Den Bosch ausgeliehen war. Ponk zog es schließlich zu Ligakonkurrenten Sparta Rotterdam. Mit den Spartanern hielt er zwei Jahre die Klasse und transferierte im Sommer 2007 erneut. Beim HFC Haarlem setzte er sich nochmals für zwei Spieljahre auf die Ersatzbank, ehe er sich vom Profifußball verabschiedete. Sein letztes Profispiel bestritt er bereits in der Saison 2007/08, am 28. März 2008.

## Erfolge als Spieler
- KNVB-Pokal mit FC Utrecht: 2003, 2004

## Trainerkarriere
Nach seiner Laufbahn als Profifußballer, strebst Ponk eine Karriere als Trainer an. 2009 erhielt er als Torwarttrainer beim unterklassigen SV Argon seine erste Stelle.

## Wissenswertes
- Ponk wechselte in seiner Karriere stets ablösefrei.